# Petr Stoilov
Petr Stoilov (* 30. August 1975 in Plzeň) ist ein tschechischer Fußballspieler. Der Stürmer spielt für den FC Cernice Pilsen.

## Vereinskarriere
Petr Stoilov begann seine Laufbahn in der Saison 1996/97, in der er acht Spiele für den tschechischen Erstligisten Viktoria Pilsen machte. Anfang 1998 wurde der junge Angreifer an den Viertligisten TJ Přestice ausgeliehen, um Spielpraxis sammeln zu können. Im Sommer 1999 ging Stoilov in die bayerische Landesliga Mitte zum 1. FC Bad Kötzting, 2004 stieg er mit der Mannschaft in die Bayernliga auf. In der Saison 2004/05 führte er den Verein mit 19 Toren zum Klassenerhalt, 2005/06 wurde Stoilov mit 17 Treffern sogar Torschützenkönig der höchsten bayerischen Spielklasse. Nach sieben Jahren in Bad Kötzting wechselte er 2006 zum Ligakonkurrenten SSV Jahn Regensburg, dem er mit 16 Toren in 33 Einsätzen zum sofortigen Wiederaufstieg in die Regionalliga Süd verhalf. In der Rückrunde 2010/11 gab Stoilov bekannt, dass er seinen auslaufenden Vertrag nicht verlängern werde und seine Karriere als Fußballprofi beenden wolle, um für ein oder zwei Jahre noch bei einem klassentieferen Verein zu spielen. In Regensburg verbrachte er fünf Jahre, war Publikumsliebling und ist mit 44 Toren für den Jahn Rekordtorschütze. Im Juli wurde seine Rückkehr zum 1. FC Bad Kötzting bekannt, für den er in der Landesliga noch einmal 15 Tore in 33 Spielen erzielte. Im Sommer 2012 kehrte er in seine tschechische Heimat zurück und ließ seine Karriere bei Cernice Pilsen in der 6. Liga ausklingen.

### Größte Erfolge
- 2003/2004 – Aufstieg in die Bayernliga mit dem 1. FC Bad Kötzting
- 2005/2006 – Torschützenkönig der Bayernliga beim 1. FC Bad Kötzting
- 2006/2007 – Aufstieg in die Regionalliga Süd mit dem SSV Jahn Regensburg
- 2007/2008 – Qualifikation für die 3. Liga mit dem SSV Jahn Regensburg